# Orchestra Sinfonica Giuseppe Verdi di Milano

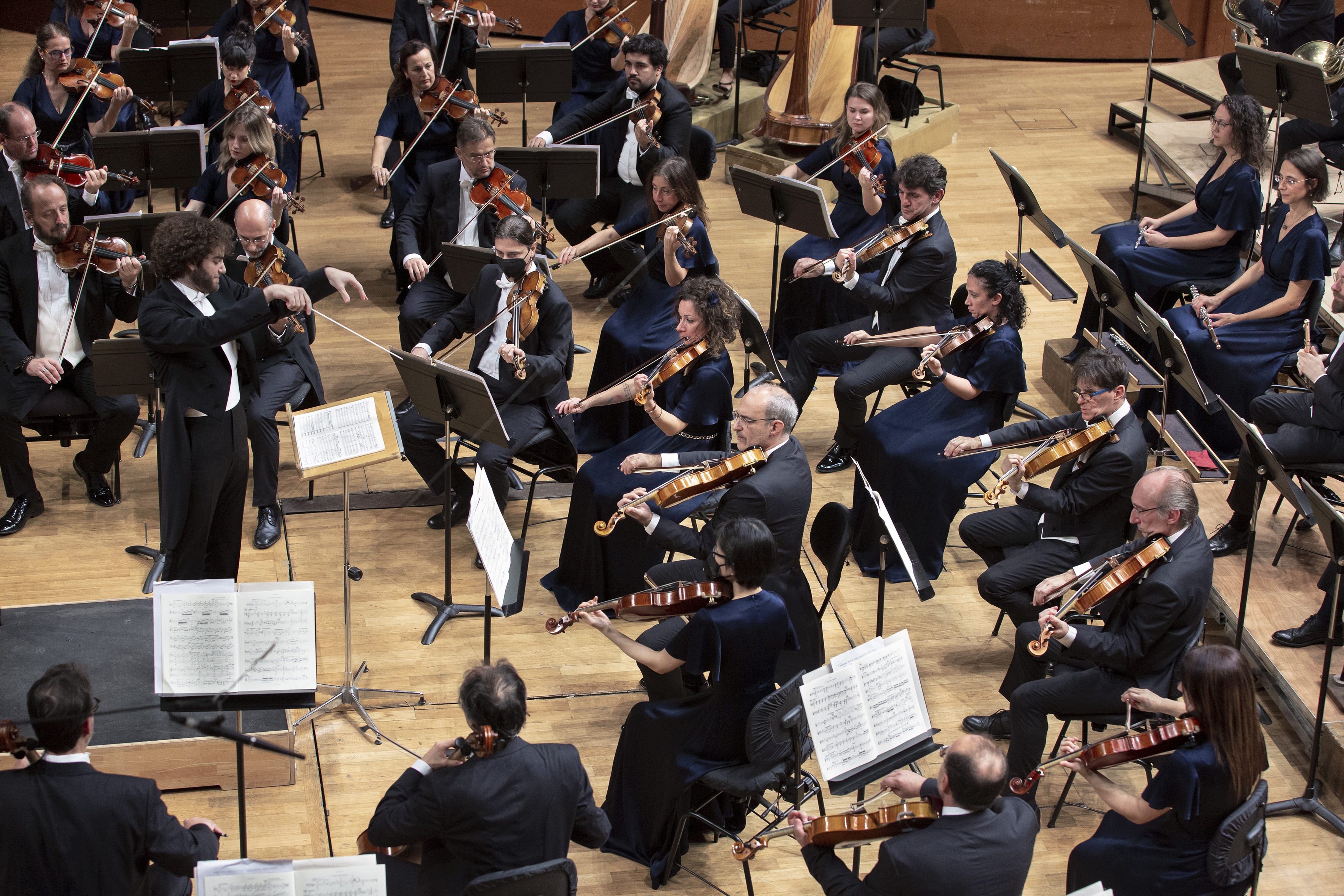
Emmanuel Tjeknavorian con l'Orchestra Sinfonica di Milano nel concerto "Mille e una notte, Novembre 2022

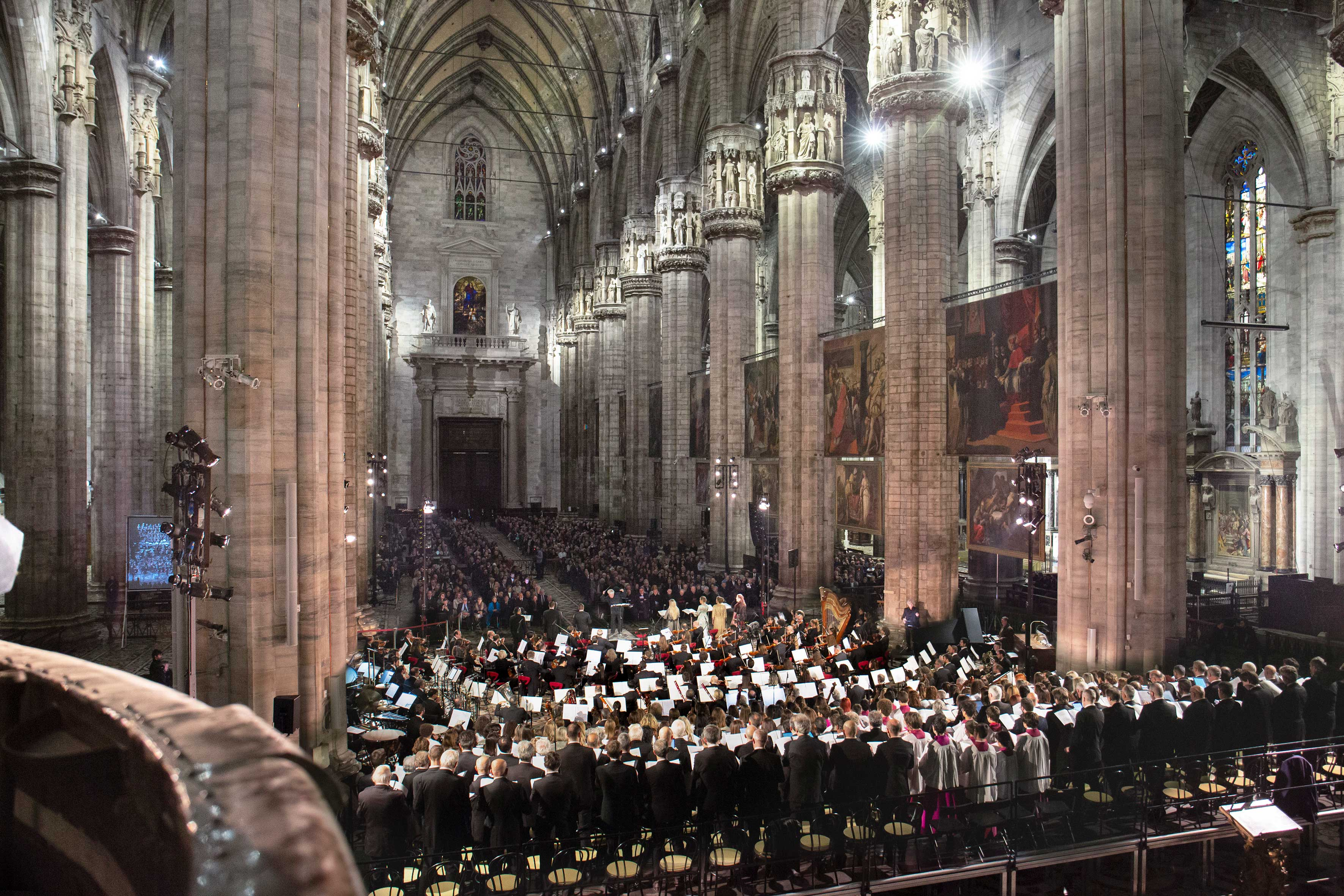
Orchestra Sinfonica e Coro Sinfonico di Milano, coro di Voci Bianche di Milano e Pueri Cantores della Veneranda Fabbrica del Duomo di Milano durante l'esecuzione della Sinfonia dei Mille di Gustav Mahler diretta da Claus Peter Flor, Novembre 2023

L'Orchestra Sinfonica di Milano è un'Orchestra Sinfonica Italiana fondata nel 1993 grazie alla lungimirante visione di Vladimir Delman, Marcello Abbado e Luigi Corbani.
L'orchestra ha sede a Milano, presso l'Auditorium di Milano Fondazione Cariplo, sito in Largo Gustav Mahler
La Direzione Musicale è composta da Riccardo Chailly (Direttore Onorario), Xian Zhang (Direttrice emerita), Claus Peter Flor (Direttore Emerito). 
Nicola Campogrande è il Compositore in Residenza.
Il nuovo Direttore Musicale dalla Stagione 2024/25 è Emmanuel Tjeknavorian, vincitore del 44° Premio della Critica Musicale "Franco Abbiati" come Miglior Direttore d'Orchestra.

## Storia
L'orchestra venne fondata nel 1993 da Vladimir Delman, già direttore dell'Orchestra Sinfonica di Milano della RAI che era appena stata sciolta. Alla morte del Maestro Delman l'anno seguente venne nominato Direttore Musicale il Maestro gallese Alun Francis col quale l'orchestra intraprese un percorso nel repertorio sinfonico dell'Ottocento e Novecento. Dal 1999 al 2005 la carica di Direttore Musicale è stata ricoperta da Riccardo Chailly che oggi ne è Direttore Onorario. Dalla sua fondazione l'Orchestra Sinfonica di Milano si è esibita nella propria sede a Milano (Auditorium di Milano in Largo Gustav Mahler): nel 2002 oltre ad essere orchestra residente al Festival dei due Mondi di Spoleto, ha suonato in Francia, Spagna, Portogallo e Svizzera nella sua prima tournée europea; nel 2003, diretta da Oleg Caetani, l'Orchestra si è esibita in Cile, Argentina e Brasile e nello stesso anno, diretta da Riccardo Chailly, ha suonato nelle principali sale da concerto giapponesi in una tournée con la partecipazione di Martha Argerich e del Coro Sinfonico di Milano diretto da Romano Gandolfi.
Nel 2004 l'Orchestra diretta da Riccardo Chailly ha debuttato al Festival delle Canarie ed è stata impegnata come orchestra residente al Festival delle Nazioni di Città di Castello. Nel 2005 l'Orchestra Sinfonica di Milano, diretta da Eiji Oue e con la partecipazione della violinista Hilary Hahn, ha effettuato una tournée in Germania e Francia, proseguendo poi nei concerti, sotto la guida di Riccardo Chailly, in alcune delle maggiori città europee tra cui Francoforte, Vienna e Budapest. Nello stesso anno l'Orchestra ha debuttato alla 68ª edizione del Maggio Musicale Fiorentino nel maggio 2005. Nell'autunno del 2006, sotto la guida del Maestro Marko Letonja, l'Orchestra Sinfonica di Milano ha effettuato la sua prima tournée italiana.
Il 24 aprile 2008 in occasione del terzo anniversario del Pontificato di Benedetto XVI, l'Orchestra Sinfonica e il Coro Sinfonico di Milano, diretti da Oleg Caetani, si sono esibiti in Vaticano alla presenza del Pontefice Benedetto XVI e del Presidente della Repubblica Giorgio Napolitano. Nel dicembre 2008 l'Orchestra Sinfonica e Coro Sinfonico di Milano sono stati invitati a Baku, Azerbaigian, al II Mstislav Rostropovich International Festival. Nl 2011, con tre rappresentazioni della Carmen di Georges Bizet, ha aperto le celebrazioni di inaugurazione della Royal Opera House di Muscat, Oman, che si candida ad entrare nella “top ten” dei dieci migliori teatri del mondo.
Nel 2012 segue un'altra tournée in Russia e, in presenza di Benedetto XVI a Milano per il VII Incontro Mondiale delle Famiglie, cura la parte musicale della liturgia. Nel 2013, dopo una tournée in Germania con il violinista David Garret, viene invitata presso i BBC Proms, universalmente considerati la rassegna n. 1 al mondo di programmazioni sinfoniche per grandi orchestre. L'Orchestra Sinfonica di Milano, guidata dal suo Direttore Musicale, la signora Zhang Xian, e accompagnata dalla voce solista del tenore maltese Joseph Calleja, ha eseguito musiche di Verdi, per passare al sinfonismo puro con la Sinfonia Manfred di Čajkovskij.
Nel Novembre 2022, l’Orchestra Sinfonica di Milano e il suo Coro Sinfonico sono stati hanno affrontato una tournée europea ad Amsterdam (Het Concertgebouw Amsterdam), Barcellona (L'Auditori), Madrid (Auditoriu Nacional De Música Madrid) e Alicante (Adda Alicante - Auditorio - Concert Hall), dedicata all'esecuzione del Requiem di Giuseppe Verdi, con un cast composto da Carmela Remigio (soprano), Anna Bonitatibus (mezzosoprano), Valentino Buzza (tenore) e Fabrizio Beggi (basso). Maestro del Coro Massimo Fiocchi Malaspina.
Parallelamente all’attività concertistica l’Orchestra ha sviluppato un'attività discografica che spazia dal repertorio verdiano e rossiniano al grande sinfonismo romantico e russo.

## Festival Mahler 2023
Tra ottobre e novembre 2023 l'Orchestra Sinfonica di Milano ha presentato il Festival Mahler. Dal 22 ottobre al 13 novembre 2023 il Festival ha visto, per la prima volta in Italia, l'esecuzione dell’integrale delle Sinfonie e dei cicli di Lieder per orchestra di Gustav Mahler, con la partecipazione di dieci importanti orchestre italiane. Filarmonica della Scala, Orchestra dell'Accademia Nazionale di Santa Cecilia, Spira Mirabilis, l’Orchestra I Pomeriggi Musicali, Orchestra della Toscana e Orchestra Giovanile Italiana, Orchestra Sinfonica Nazionale della Rai, Orchestra della Fondazione Arena di Verona, l’Orchestra Haydn di Bolzano e Trento e Filarmonica Arturo Toscanini. Il Festival ha visto anche l'esecuzione della Sinfonia n. 8 in Mi bemolle maggiore (Sinfonia dei Mille) diretta dal M° Claus Peter Flor presso il Duomo di Milano. 
Il 25 aprile 2024, al Festival Mahler è stato attribuito il Premio Speciale nell’ambito della 43ª edizione del Premio della Critica Musicale Italiana “Franco Abbiati”.

## Le formazioni artistiche
Il Coro Sinfonico di Milano, fondato nel 1998 sotto la direzione musicale di Romano Gandolfi è oggi guidato da Massimo Fiocchi Malaspina. Il Coro Sinfonico è composto da 100 elementi in grado di affrontare il repertorio lirico-sinfonico, cameristico e polifonico, spaziando dal Barocco al Novecento. 
Altre formazioni corali della Fondazione comprendono il Coro di Voci Bianche, nato nell'autunno del 2001 e attualmente composto da circa 30 ragazzi di età compresa tra gli 8 e i 18 anni, e il Coro I Giovani di Milano, composto da ragazzi e ragazze tra i 15 e i 25 anni, provenienti dal Coro di Voci Bianche e non, che affronta un percorso musicale specificatamente proiettato all'educazione vocale e performativa di repertori a più voci miste. Il Maestro delle formazioni corali giovanili è Maria Teresa Tramontin.
La Fondazione conta tra le sue formazioni musicali anche l'Orchestra Amatoriale di Milano, formata da circa 100 elementi, un'orchestra aperta a ogni appassionato che, pur avendo studiato uno strumento, non ha poi fatto della musica una professione, che costituisce uno dei pochi esempi di orchestre amatoriali stabili attive in Italia. La formazione nel 2008 ha ricevuto il primo premio nella categoria "Filippo Siebaneck" del XXVII Premio Franco Abbiati della critica musicale italiana.
Completano la rosa delle formazioni anche l’Orchestra Sinfonica Junior e l'Orchestra Sinfonica Kids dirette oggi rispettivamente da Marcello Corti e Pilar Bravo.

## Direttori
Nel corso della sua Storia, l'orchestra ha ospitato alcune delle più illustri bacchette della seconda metà del Novecento, da Carlo Maria Giulini a Peter Maag, da Georges Prêtre fino a Vladimir Fedoseyev, Helmuth Rilling, Patrick Fournillier, Riccardo Muti e Riccardo Chailly. È inoltre stata diretta da Valery Gergiev, Rudolf Barshai, Claus Peter Flor, Christopher Hogwood, Marko Letonja, Daniele Gatti, Roberto Abbado, Ivor Bolton, Kazushi Ono, Vladimir Jurowski, Yakov Kreizberg, Ulf Schirmer, Eiji Oue, Herbert Blomstedt, Krzysztof Penderecki, Leonard Slatkin, Vladimir Fedoseev, Wayne Marshall.

## Discografia
- 2000 - Giuseppe Verdi - Heroines, Direttore Riccardo Chailly, (Decca, DDD)
- 2000 - Giuseppe Verdi - Messa Solenne, Direttore Riccardo Chailly, (Decca, DDD 00289 467 2802)
- 2001 - Cinema Italiano A new interpretation of italian film music, con Lucio Dalla, Deborah Harry, Filippa Giordano, Luciano Pavarotti e Sting, Direttore Luis Bacalov, (Decca, 467 050-2)
- 2002 - Sacred Song, con Plácido Domingo, Direttore Marcello Viotti, (Deutsche Grammophon, DDD)
- 2003 - Dmitrij Šostakovič - Sinfonie n.5 in Re minore op.47 e n.6 in Si minore op.54, Direttore Oleg Caetani, (ARTS music)
- 2003 - Bruno Maderna - Grande Aulodia, Direttore Sandro Gorli, (Stradivarius, DDD)
- 2003 - Bruno Maderna - Liriche su Verlaine, Direttore Sandro Gorli (Stradivarius, DDD)
- 2003 - Theater Brass at Cinecittà, David Short, Ensemble di ottoni e di percussioni dell'Orchestra Sinfonica di Milano Giuseppe Verdi, (Beat Records)
- 2003 - Nino Rota - Lo scoiattolo, Erna Collaku, Francesco Palmieri, Luciano Miotto, Direttore Giuseppe Grazioli (La bottega discantica, DDD)
- 2003 - Puccini - Integrale per quartetto d'archi (Decca, DDD)
- 2003 - Dmitrij Šostakovič - Sinfonia n.7 in Do op.60 Leningrado, Direttore Oleg Caetani, (ARTS music)
- 2003 - Una furtiva lagrima, Juan Diego Flórez, Direttore Riccardo Frizza (Decca, DDD 00289 473 4402)
- 2003 - Rossini Arias, Juan Diego Flórez, Direttore Riccardo Chailly (Decca, DDD 00289 470 0242)
- 2003 - Verdi Discoveries, Direttore Riccardo Chailly (Decca, DDD 00289 473 7672)
- 2003 - Rossini Discoveries, Laura Giordano, Ildar Abdrazakov, Michele Pertusi, Direttore Riccardo Chailly (Decca, DDD)
- 2003 - Puccini Discoveries, Taigi, Calleja, Mastromarino, Urbanova, Volonté, Direttore Riccardo Chailly (Decca, DDD 00289 475 3202)
- 2004 - Ramón Vargas, Between Friends, Direttore Vjekoslav Sutej, (RCA)
- 2004 - Joseph Calleja, Tenor Arias, Direttore Riccardo Chailly (Decca, DDD 00289 470 6482)
- 2004 - Sempre libera, Anna Netrebko, Direttore Claudio Abbado (DG)
- 2004 - Dmitrij Šostakovič - Sinfonie n.9 in Mi bemolle maggiore op.70 e n.10 in Mi minore op.93, Direttore Oleg Caetani, (ARTS music)
- 2004 - Dmitrij Šostakovič - Sinfonia n.4 in Do minore op.43, Direttore Oleg Caetani (ARTS music)
- 2004 - Great Tenor Arias, Juan Diego Flórez, Carlo Rizzi (direttore d'orchestra) (Decca, DDD 00289 475 5502)
- 2004 – Puccini, Arie, Direttore Anton Coppola (Emi Classics)
- 2004 – Luciano Berio, Orchestral transcriptions, Direttore Riccardo Chailly (Decca, DDD 00289 476 2830)
- 2005 – Dmitrij Šostakovič - Sinfonia n.8 in Do minore op.65, Direttore Oleg Caetani (ARTS music)
- 2005 – Dmitrij Šostakovič - Sinfonia n.11 in Sol minore op.103 The year 1905, Direttore Oleg Caetani (ARTS music)
- 2006 – Dmitrij Šostakovič, Sinfonie da camera 1 – 5, Direttore Rudolf Barshai (Brilliant Classic, EAN Code 5029365821223)
- 2006 – Forrbidden Love, Direttore Roberto Rizzi Brignoli (Sony Music)
- 2006 – Dmitrij Šostakovič - Sinfonie n.12 in Re minore op.112 The year 1917 e n.2 in Si maggiore op.14 To October, Direttore Oleg Caetani (ARTS music)
- 2006 – Dmitrij Šostakovič - Sinfonia n.13 in Si bemolle minore op.113 Babi Yar, Orchestra Sinfonica e Coro Sinfonico di Milano Giuseppe Verdi, Direttore Oleg Caetani (ARTS music)
- 2006 - Dmitrij Šostakovič - Sinfonie n.1 in Fa minore op.10 e n.15 in La maggiore op.141, Direttore Oleg Caetani (ARTS music)
- 2006 - Dmitrij Šostakovič - Sinfonie n.3 The first of May in Mi bem magg op.20 e n.14 in Sol minore op.135, Direttore Oleg Caetani (ARTS music)
- 2006 - Dmitrij Šostakovič - Integrale delle Sinfonie, Direttore Oleg Caetani (ARTS music)
- 2008 - Umberto Giordano - Andrea Chénier, Direttore Vjekoslav Sutej. (Universal DDD)
- 2008 - Cielo e mar, Direttore Daniele Callegari, (Deutsche Grammophon, 477 7224)
- 2008 - Paul Hindemith, La Storia di Tuttifäntchen Fiaba di Natale in parole e musica, Direttore Fabrizio Dorsi (La Bottega Discantica)
- 2008 - Verdissimo Arias by Giuseppe Verdi, Direttore Oleg Caetani (Warner Music)
- 2008 - Incanto (Andrea Bocelli) - Direttore Steven Mercurio (Sugar Music)
- 2016 - Weill Carpi Rota, Opera da tre soldi/Circus Suite/Ogni anno punto e da capo - Giuseppe Grazioli Direttore, Orchestra Sinfonica di Milano G. Verdi, Decca
- 2016 - Rota, Opere sacre - Giuseppe Grazioli Direttore, Orchestra Sinfonica di Milano G. Verdi, Decca
- 2017 - Marinuzzi, Sinf. in la/Suite Siciliana - Giuseppe Grazioli Direttore, Orchestra Sinfonica di Milano G. Verdi, Decca
- 2018 - Jules Burgmein, La Secchia Rapita - Orchestra Sinfonica di Milano G. Verdi, Solisti e Coro della Civica Scuola di Musica C. Abbado, Direttore Aldo Salvagno, (Dynamic)
- 2018 - Malipiero - Busoni, Orchestra Sinfonica di Milano, Domenico Nordio Violino, Tito Ceccherini Direttore, Sony
- 2019 - Juan Diego Flórez. Verdi, Orchestra Sinfonica e Coro Sinfonico di Milano, Juan Diego Flórez Tenore, Jader Bignamini Direttore, Sony
- 2020 - Italian Soundtracks, Orchestra Sinfonica di Milano, Giuseppe Grazioli, Warner Music
- 2022 - Pinocchio & More, Orchestra Sinfonica di Milano, Giuseppe Grazioli Direttore
- 2023 - Mahler - Sinfonie 1,3,5,7,9 Claus Peter Flor, Direttore - Cofanetto CD proposto in occasione del Festival Mahler 2023
- 2024 - Franco Alfano: Suite Romantica, Una Danza. Orchestra Sinfonica di Milano, Giuseppe Grazioli Direttore, Naxos

## Premi e riconoscimenti
- Nel 2000 il CD Giuseppe Verdi - Heroines, Direttore Riccardo Chailly, (Decca, ha vinto al Gramophone Award, il Classic FM People's Choice e Le Choc de l'Année.
- Nel 2001 il CD Giuseppe Verdi - Messa Solenne, Direttore Riccardo Chailly è stato nominato ai Gramophone Awards 2001.
- Nel 2006 le Sinfonie di Dmitrij Šostakovič dirette da Oleg Caetani, per l'etichetta Arts, hanno vinto il 10/10 Highest Rating - Classics Today, il ff – Télérama ed il CD del Mese – Amadeus